# Murfreesboro (Tennessee)
Murfreesboro (auch Cannonsburgh oder Murfreesborough oder auch Murfreysburo) ist mit 151,43 Quadratkilometern und 152.769 Einwohnern die sechstgrößte Stadt des US-Bundesstaats Tennessee. Die City ist der Verwaltungssitz (County Seat) des Rutherford County.
Murfreesboro liegt in der Mitte des Bundesstaates und im Einzugsbereich von Nashville.
Die Stadt wurde 1811 zunächst unter dem Namen Cannonsburgh gegründet und kurze Zeit später nach dem Kriegshelden Hardy Murfree benannt.
Mit der Ausdehnung von Tennessee in Richtung Westen ergaben sich aus der Lage von Knoxville, der damaligen Hauptstadt, Schwierigkeiten für alle, die aus dem Westen dorthin reisen mussten. 1819 wurde deshalb Murfreesboro Hauptstadt von Tennessee. Dies blieb die Stadt bis 1826, als sie von Nashville in dieser Funktion abgelöst wurde.
Während des Sezessionskrieges wurde zum Jahreswechsel 1862/63 die Schlacht von Murfreesboro ausgetragen. Sie endete wie die meisten Kampfhandlungen dieses Krieges – unentschieden, mit großen Verlusten auf beiden Seiten.
Zwischen 1990 (46.000 Einwohner) und 2000 (69.000 Einwohner) verzeichnete die Stadt ein rasantes Bevölkerungswachstum um mehr als 50 %. Murfreesboro ist Sitz der Middle Tennessee State University (MTSU). Bürgermeister ist Shane McFarland.
Die 1982 gegründete Firma Barrett Firearms Manufacturing, Inc hat am Ort Murfreesboro, bzw. genauer in dem benachbarten gemeindefreien Gebiet von Christiana, ihren Hauptsitz.

## Moschee-Kontroverse
2010 wurde das Islamische Center von Murfreesboro mit Protesten gegen die Pläne, zum Bau einer neuen 1.100 m² großen Moschee, konfrontiert. Die Lokalverwaltung hatte das Projekt genehmigt, da 2010 ein Wahljahr war, wuchs die Opposition. Die Baustelle wurde mit rassistischen Schmierereien bemalt und Baumaschinen wurden von Brandstiftern in Brand gesetzt.
Im August 2011 bestätigte ein Richter aus Rutherford County den Bau der Moschee, für die Feststellung wurde die US-Verfassung zitiert. Der Fall hatte die Aufmerksamkeit nationaler Medien auf sich gezogen.

## “White Lives Matter Rally”
(Deutsch „Weiße-Leben-zählen-Kundgebung“)
Am Morgen des 28. Oktober 2017 versammelten sich etwa 300 rechtsextreme und neonazistische Demonstranten in der nahe gelegenen Stadt Shelbyville mit dem Ziel, später am Nachmittag nach Murfreesboro zu ziehen. Die Demonstration wurde von der Nationalist Front Coalition organisiert und fand nur zwei Monate nach der tödlichen Unite the Right-Demonstration in Charlottesville statt. Die Organisatoren der Kundgebung sagten die geplante Veranstaltung in Murfreesboro ab, nachdem sich in Shelbyville eine große Zahl von Gegendemonstranten eingefunden hatte und in Murfreesboro rund 800 Gegendemonstranten auf sie warteten.

## Söhne und Töchter der Stadt
- Ronnie Barrett (* 1954), Erfinder und Hersteller von Kleinwaffen
- James M. Buchanan (1919–2013), Nobelpreisträger für Wirtschaftswissenschaften
- Henry Helm Clayton (1861–1946), Meteorologe
- Crystal Dangerfield (* 1998), Basketballspielerin
- Henry Grantland Rice (1880–1954), Sportreporter
- Bart Gordon (* 1949), Politiker
- John E. Miles (1884–1971), Politiker
- William Northcott (1854–1917), Politiker
- David Price (* 1985), Baseballspieler
- Margaret Rhea Seddon (* 1947), NASA-Astronautin
- John Ridley Stroop (1897–1973), Psychologe
- Ben Taylor (* 1985), Basketballschiedsrichter
- Barry E. Wilmore (* 1962), NASA-Astronaut
- Chris Young (* 1985), Countrysänger
- Audrey Whitby (* 1996), Schauspielerin